# كاسيدي كوك
كاسيدي لي كوك (ولدت في 9 مايو 1995) هي لاعبة غطس أمريكية شاركت ضمن فريق الغطس الوطني للولايات المتحدة في عام 2012. فشلت في المنافسة في الألعاب الأولمبية الصيفية 2012 بفارق 0.4 نقطة، لكنها تنافست في الألعاب الأولمبية الصيفية 2016 واحتلت المركز الثالث عشر في منصة قفز للسيدات من ارتفاع 3 أمتار. حصلت على أول ميدالية أولمبية لها في الألعاب الأولمبية الصيفية 2024، وفازت بالميدالية الفضية في منصة قفز للسيدات من ارتفاع 3 أمتار مع سارة بيكون.
في 27 يوليو 2024، فازت كوك وبيكون بالميداليات الأولى للولايات المتحدة في الألعاب الأولمبية الصيفية 2024، والميدالية الفضية في مسابقة القفز من ارتفاع 3 أمتار متزامن.